# Breitenbach (Pfalz)

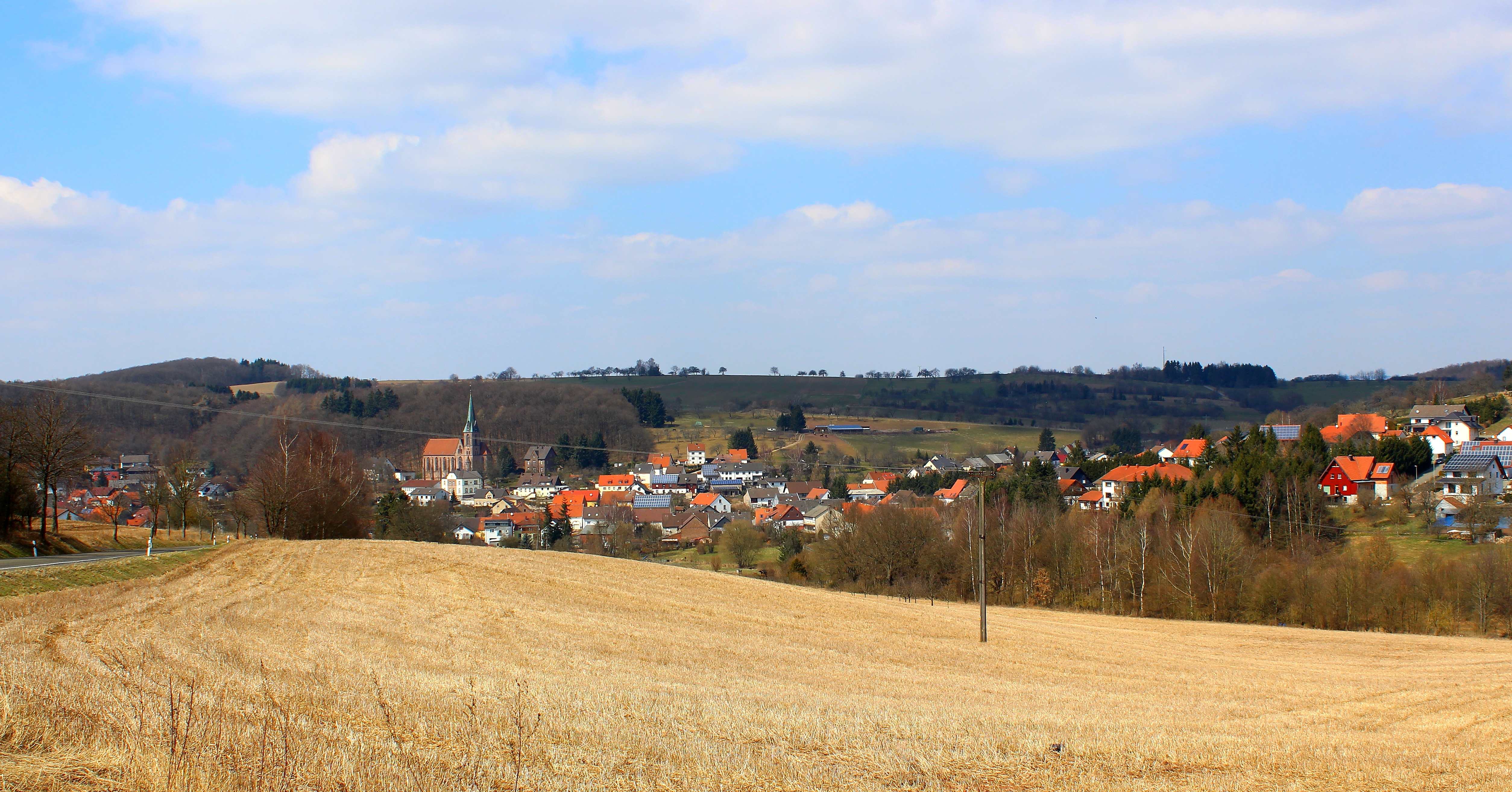
Blick auf Breitenbach aus östlicher Richtung

Breitenbach ist eine Ortsgemeinde im Landkreis Kusel in Rheinland-Pfalz. Sie gehört der Verbandsgemeinde Oberes Glantal an und ist eine der acht größten Gemeinden des Landkreises Kusel.

## Geographie
Der Ort liegt im Kuseler Musikantenland an der Grenze zum Saarland. Im Norden befindet sich Frohnhofen, im Osten Altenkirchen, im Süden Lautenbach (Ottweiler), im Südosten Dunzweiler und westlich liegt Fürth im Ostertal. Zur Gemeinde gehören zusätzlich die Wohnplätze Bambergerhof, Berghof, Felsenbrunnerhof, Grube Labach, Kahlenbornerhof, Langwieserhof, Mühlberghof, Pfalzrechhof, Römerhof und Schönfelderhof. Durch die Gemeinde fließt außerdem der Schönbach.

## Geschichte
Breitenbach wurde im Jahr 1303 erstmals urkundlich erwähnt. Der Ort gehörte zunächst zur Herrschaft Hattweiler und anschließend von 1590 bis Ende des 18. Jahrhunderts zu Pfalz-Zweibrücken.
Von 1798 bis 1814, als die Pfalz Teil der Französischen Republik (bis 1804) und anschließend Teil des Napoleonischen Kaiserreichs war, war Breitenbach in den Kanton Waldmohr eingegliedert. Anschließend wechselte der Ort in das Königreich Bayern. Von 1818 bis 1862 gehörte er dem Landkommissariat Homburg an; aus diesem ging zunächst das Bezirksamt Homburg hervor.
Da ein Teil des Bezirksamts – einschließlich Homburg selbst – 1920 dem neu geschaffenen Saargebiet zugeschlagen wurde, wechselte der Ort ins Bezirksamt Kusel und wurde bis 1938 von einer in Waldmohr ansässigen Bezirksamtsaußenstelle verwaltet.
Seit 1939 ist die Gemeinde Bestandteil des Landkreises Kusel. Nach dem Zweiten Weltkrieg wurde Breitenbach innerhalb der französischen Besatzungszone Teil des damals neu gebildeten Landes Rheinland-Pfalz sowie des Regierungsbezirks Pfalz. Im Zuge der ersten rheinland-pfälzischen Verwaltungsreform wurde der Ort 1972 in die neu geschaffene Verbandsgemeinde Waldmohr eingegliedert. Seit 2017 ist Breitenbach Bestandteil der Verbandsgemeinde Oberes Glantal.

## Politik

### Bürgermeister
Johannes Roth (WG Roth) wurde am 26. Juni 2019 Ortsbürgermeister von Breitenbach. Bei der Direktwahl am 26. Mai 2019 war er mit einem Stimmenanteil von 72,41 % für fünf Jahre gewählt worden. Bei der Direktwahl am 9. Juni 2024 wurde er ohne Gegenkandidaten mit 83,0 % der Stimmen in seinem Amt bestätigt.
Vorgänger Jürgen Knapp, Urenkel des ehemaligen Bürgermeisters Daniel Knapp, folgte 2011 auf Wolfgang Steigner-Wild, der von seinem Amt vorzeitig zurückgetreten war. Auf diesen Rücktritt folgte eine Wahl, die deshalb beachtlich war, weil sich sechs Kandidaten um das Amt bewarben, eine für die Größe des Ortes ungewöhnlich hohe Zahl.
Bisherige Gemeindeoberhäupter:
- 1849–1855: Daniel Morgenstern
- 1855–1867: Jakob Morgenstern
- 1867–1882: Michael Hanauer
- 1882–1889: Christian Gabes
- 1889–1905: Jakob Staudt
- 1905–1910: Karl Schleppi
- 1910–1920: Daniel Knapp
- 1920–1928: Ludwig Göttel
- 1928–1933: Christian Schneider
- 1933–1936: Albert Hartmann
- 1936–1945: Richard Rech
- 1945–1946: Arnold Dresch
- 1946–1957: Alfred Hüther
- 1957–1969: Hermann Bäumchen
- 1969–1976: Gunther Trautmann
- 1976–1988: Willibald Weyrich
- 1988–1990: Hans Ambos
- 1990–1994: Hans Ellmer
- 1994–2004: Werner Rimkus
- 2004–2011: Wolfgang Steigner-Wild
- 2011–2019: Jürgen Knapp
- seit 2019: Johannes Roth

## Kultur und Sehenswürdigkeiten

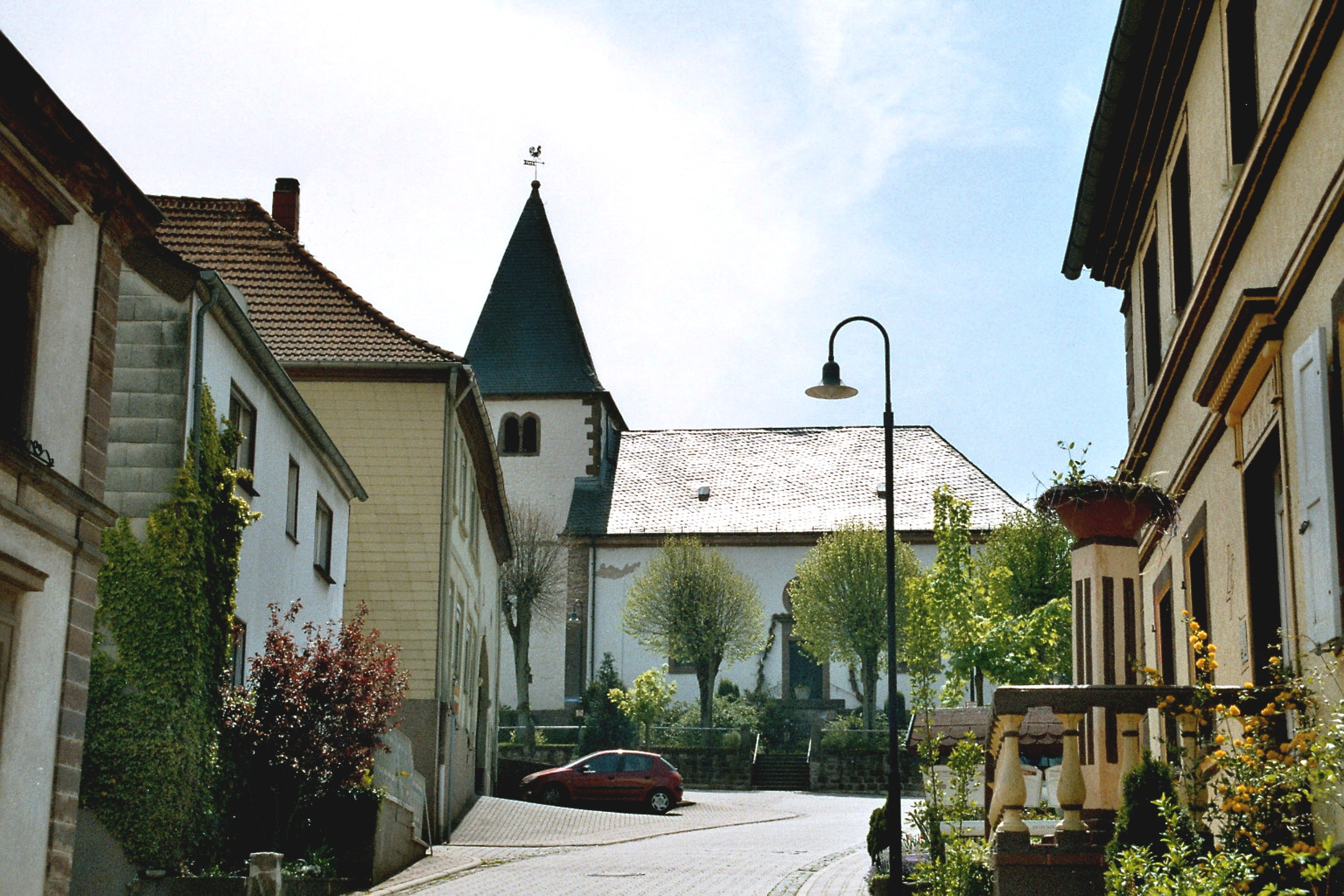
Denkmalgeschützte protestantische Kirche

### Kulturdenkmäler
Vor Ort befinden sich insgesamt vier Objekte, die unter Denkmalschutz stehen, darunter die beiden Kirchen.

### Sonstige Bauwerke
In Breitenbach befindet sich ein Bergmannsbauernmuseum. Gezeigt wird die Arbeits- und Lebensart um die Kohlenbergwerke. Aufgebaut wurde das Museum mithilfe der Christlichen Pfadfinder, dort insbesondere durch die Sammelleidenschaft des Stammesältesten Günter S. Das Museum befindet sich im ehemaligen Schulhaus Süd, das bis 1990 als Grundschule diente, die dann aber auf dem Wilcher neu erbaut wurde.
Das ehemalige Schulhaus Nord, das schon wesentlich länger keine Schule mehr war, wurde zu zweierlei Zwecken verwendet: Der Altbau dient heute als Bürgerhaus, in dem das Büro des Bürgermeisters und der Versammlungsraum für den Gemeinderat untergebracht ist, im Anbau ist heute der Gemeindekindergarten angesiedelt.

### Vereine und Jugend
Breitenbach besitzt eine Vielzahl an Vereinen und Freizeitmöglichkeiten für Jugendliche. So gibt es einen Turn- und Sportverein (TUS), einen Tischtennisverein, einen Jugendtreff, eine Freiwillige Feuerwehr mit Förderverein und Jugendfeuerwehr, einen Landfrauenverein, einen Ortsverein des Roten Kreuzes, den Gesangverein Eintracht, den Gesangverein Bruderherz, den Schützenverein Diana und den Pfadfinder-Stamm Albert Schweitzer des Verbandes Christlicher Pfadfinderinnen und Pfadfinder (VCP), Obst und Gartenbauverein, Pensionärverein.
Aus Breitenbach beteiligte sich eine große vereinsübergreifende Gruppe an der 72-Stunden-Aktion, dabei wurde der sogenannte „Verschönerungspfad“ renoviert.

### Veranstaltungen
2009 und 2010 fand in Breitenbach der Europäische Bauernmarkt mit jeweils rund 50.000 Besuchern statt. Der Markt war damit das bisher größte Ereignis im Dorf.

## Wirtschaft und Infrastruktur

### Infrastruktur
Vor Ort befand sich einst die Grube Labach. Die Autowerkstatt Fiero European Sport Car hatte von 1989 bis 1992 ihren Sitz in der Gemeinde. Breitenbach besitzt einen Supermarkt, eine Apotheke, zwei Friseurläden, eine Bäckerei, zwei Restaurants/Kneipen, eine Schreinerei, einen Ersatzteilhändler für Autoteile, mehrere Automechaniker, einen Physiotherapeuten mit Fitnessstudio.
Seit 2008 findet in Breitenbach eine Dorfmoderation statt mit dem Ziel, Breitenbach optisch und an Angeboten noch ansprechender zu machen.

### Verkehr
Durch den Ort verläuft die Landesstraße 354. Südöstlich befindet sich die A 6, nordöstlich die A 62. In Homburg ist ein Bahnhof der Bahnstrecke Mannheim–Saarbrücken. Der Ort ist über mehrere Buslinien der DB Regio Bus Mitte und der Neunkircher Verkehrs-Gesellschaft an das Nahverkehrsnetz angeschlossen.

### Militär
Im Ortsteil Bambergerhof befand sich bis 1995 die zu den Streitkräften der Vereinigten Staaten gehörende Bambergerhof Terminal Station (BHF).

### Behörden
Die Gemeinde gehört zum Zuständigkeitsbereich des Amtsgericht Landstuhl.

### Medien
Berichterstattung über die Ortsgemeinde Breitenbach findet in der Westricher Rundschau statt, einer Lokalausgabe der Rheinpfalz.
In unregelmäßigem Rhythmus veröffentlichte auch die Wählergruppe Grünspecht die sogenannte „Dorfzeitung“, in der sie die Arbeit des Gemeinderates und andere, ausschließlich dorfbezogene Themen beleuchtete.
Organ für öffentliche Bekanntmachungen und vereinfachte Berichterstattung aus dem Dorf ist die Ausgabe „Südkreis“ des vollständig durch Anzeigen finanzierten „Wochenblatts“.
Im Jahr 2005 erschien eine Dorfchronik, die auch im Internet veröffentlicht wurde.

## Persönlichkeiten
- Joseph Georg von Ehrler (1833–1905), Bischof der römisch-katholischen Diözese Speyer, förderte den Bau der katholischen Kirche
- Johannes Kriebitzsch (1857–1938), Glasmaler, bemalte 1925 die Fenster in der örtlichen katholischen Kirche
- Günther Zeuner (1923–2011), Maler und Bildhauer, fertigte in den 1960er Jahren die Entwürfe für die örtlichen Kirchenfenster an